# Darwinofobia
Darwinofobia ou Darwinfobia (do inglês: Darwinophobia) é uma aversão ao naturalista Charles Darwin ou ao Darwinismo. O termo aparece em diversas obras literárias sempre fazendo referência a algum tipo de crítica ou repulsa à Darwin e aos conceitos darwinianos. No livro Darwin tra scienza o termo é aplicado para definir a rejeição dos cientistas sociais às ideias de Darwin. O registro mais antigo da aparição da palavra na literatura data de 1880 em uma carta enviada por Huxley à Darwin.
Em realidade, o darwinofóbico tem um claro sentimento de repugnância em relação aos conceitos relacionados às ideias de transmutação de espécies, seleção natural ou da evolução, incluindo algumas ideias sem conexão com o trabalho de Charles Darwin. Durante a história,  movimentos darwinofóbicos tentaram proibir o ensino da evolução nas escolas e nas universidades através de ações judiciais.

## Aparições na Literatura

##### Carta de T. H. Huxley (1880)
A primeira aparição ocorre na Carta  de Thomas Henry Huxley em 03 de Fevereiro de 1880 para Darwin, fazendo menção as criticas de Butler ao naturalista. Em um trecho da carta, Huxley deixa claro que leu uma carta de Butler e que teria se espantado com a repulsa à Darwin, como se fosse uma fobia a qual denominou de darwinofobia. Trecho:

##### Evolutionary Studies     (1989)
No livro Evolutionary Studies: A Centenary Celebration of the Life of Julian Huxley de Keynes e Harrison é comemorado o centenário de Julian Huxley, e com isso, eles citam um marco de Thomas Henry Huxley (postulador da Teoria da Evolução Molecular) onde o mesmo teria inventado o termo darwinofobia. Keynes e Harrison explicam:

##### Quell’attacco di Darwinfobia (2005)
Em uma publicação na FLC CGIL de U. Curi, o termo é apresentado em crítica ao governo de Moratti, que estaria então "infectado pela doença da darwinfobia":

##### Darwin Tra Scienza (2010)
No livro Darwin tra scienza de Francesco Stoppa e Roberto Veraldi, o termo é apresentado em referência a rejeição dos cientistas sociais as ideias de Darwin: